# Hinesville
Hinesville é uma cidade localizada no estado americano de Geórgia, no Condado de Liberty.

## Demografia
Segundo o censo americano de 2000, a sua população era de 30.392 habitantes.
Em 2006, foi estimada uma população de 29.554, um decréscimo de 838 (-2.8%).

## Geografia
De acordo com o United States Census Bureau tem uma área de 42,3 km², dos quais 42,0 km² cobertos por terra e 0,3 km² cobertos por água. Hinesville localiza-se a aproximadamente 9 m acima do nível do mar.

## Localidades na vizinhança
O diagrama seguinte representa as localidades num raio de 20 km ao redor de Hinesville.